# Chrysoexorista dawsoni
Chrysoexorista dawsoni là một loài ruồi trong họ Tachinidae.